# Gene Kiniski
Eugene Nicholas "Gene" Kiniski (Edmonton, 23 november 1928 - Blaine (Washington), 14 april 2010) was een Canadees professioneel worstelaar. Hij was een van de eerste wereldkampioenen in het professioneel worstelen die, na Bronko Nagurski, een American football-achtergrond had.

## In het worstelen
- Finishers
  - Backbreaker

- Bijnamen
  - "Big Thunder"
  - "Canada's Greatest Athlete"
  - "Gentleman Gene Kininski"

## Prestaties
- American Wrestling Association
  - AWA United States Heavyweight Championship (2 keer)
  - AWA World Heavyweight Championship (1 keer)
  - AWA World Tag Team Championship (2 keer: met Hard Boiled Haggerty)

- Cauliflower Alley Club
  - Other honoree (1992)

- Japan Wrestling Association
  - JWA All Asia Tag Team Championship (1 keer: met Caripus Hurricane)
  - NWA International Heavyweight Championship (1 keer)

- Maple Leaf Wrestling
  - NWA British Empire Heavyweight Championship (Toronto versie) (2 keer)
  - NWA Canadian Open Tag Team Championship (2 keer: met Fritz Von Erich (1) en Don Leo Jonathan (1x))

- Montreal Athletic Commission
  - MAC International Heavyweight Championship (1 keer)

- National Wrestling Alliance
  - NWA Hall of Fame (Class of 2009)

- NWA: All-Star Wrestling
  - NWA British Empire Heavyweight Championship (Vancouver versie) (2 keer)
  - NWA Canadian Tag Team Championship (Vancouver versie) (10 keer: met Mr. X (2x), Don Leo Jonathan (1x), Bob Brown (2x), The Brute (1x), Dutch Savage (1x), Mr. Saito (1x), Dale Lewis (1x) en Siegfried Steinke (1x)
  - NWA Pacific Coast Heavyweight Championship (Vancouver Versie) (7 keer)
  - NWA Pacific Coast Tag Team Championship (Vancouver Versie) (3 keer: met Killer Kowalski (1x) en Hard Boiled Haggerty (2x))

- NWA Chicago
  - NWA World Tag Team Championship (Chicago Versie) (1 keer: met Dick Afflis)

- NWA Los Angeles
  - NWA Los Angeles International Television Tag Team Championship (1 keer: met John Tolos)

- NWA Mid-Pacific Promotions
  - NWA Hawaii Heavyweight Championship (2 keer)
  - NWA North American Heavyweight Championship (Hawaii Versien) (3 keer)
  - NWA Hawaii Tag Team Championship (1 keer: met Lord James Blears)

- NWA San Francisco
  - NWA World Tag Team Championship (San Francisco versie) (3 keer: met Lord James Blears)

- NWA Western States Sports
  - NWA International Heavyweight Championship (Amarillo versie) (1 keer)

- Professional Wrestling Hall of Fame
  - Television Era inductee to the Professional Wrestling Hall of Fame (2008)

- Southwest Sports, Inc.
  - NWA Texas Heavyweight Championship (1 keer)
  - NWA Texas Tag Team Championship (1 keer: met Len Crosby)

- St. Louis Wrestling Club
  - NWA Missouri Heavyweight Championship (1 keer)
  - NWA World Heavyweight Championship (1 keer)

- St. Louis Wrestling Hall of Fame
  - (Class of 2007)

- World Wrestling Association
  - WWA World Heavyweight Championship (1 keer)

- World Wide Wrestling Federation
  - WWWF United States Tag Team Championship (1 keer: met Waldo Von Erich)

- Wrestling Observer Newsletter awards
  - Wrestling Observer Newsletter Hall of Fame (Class of 1996)